# Resolucija varnostnega sveta Združenih narodov št. 1826
Resolucija varnostnega sveta Združenih narodov št. 1826 je bila soglasno sprejeta 29. julija 2008.